# Furth bei Göttweig
Furth bei Göttweig is een gemeente in de Oostenrijkse deelstaat Neder-Oostenrijk, gelegen in het district Krems-Land (KR). De gemeente heeft ongeveer 2700 inwoners. De gemeente omvat de kadastrale gemeentes Aigen, Furth bei Göttweig, Kleinwien, Oberfucha, Palt, Steinaweg en Stift Göttweig. Stift Göttweig is een Benedictijns klooster.

## Geografie

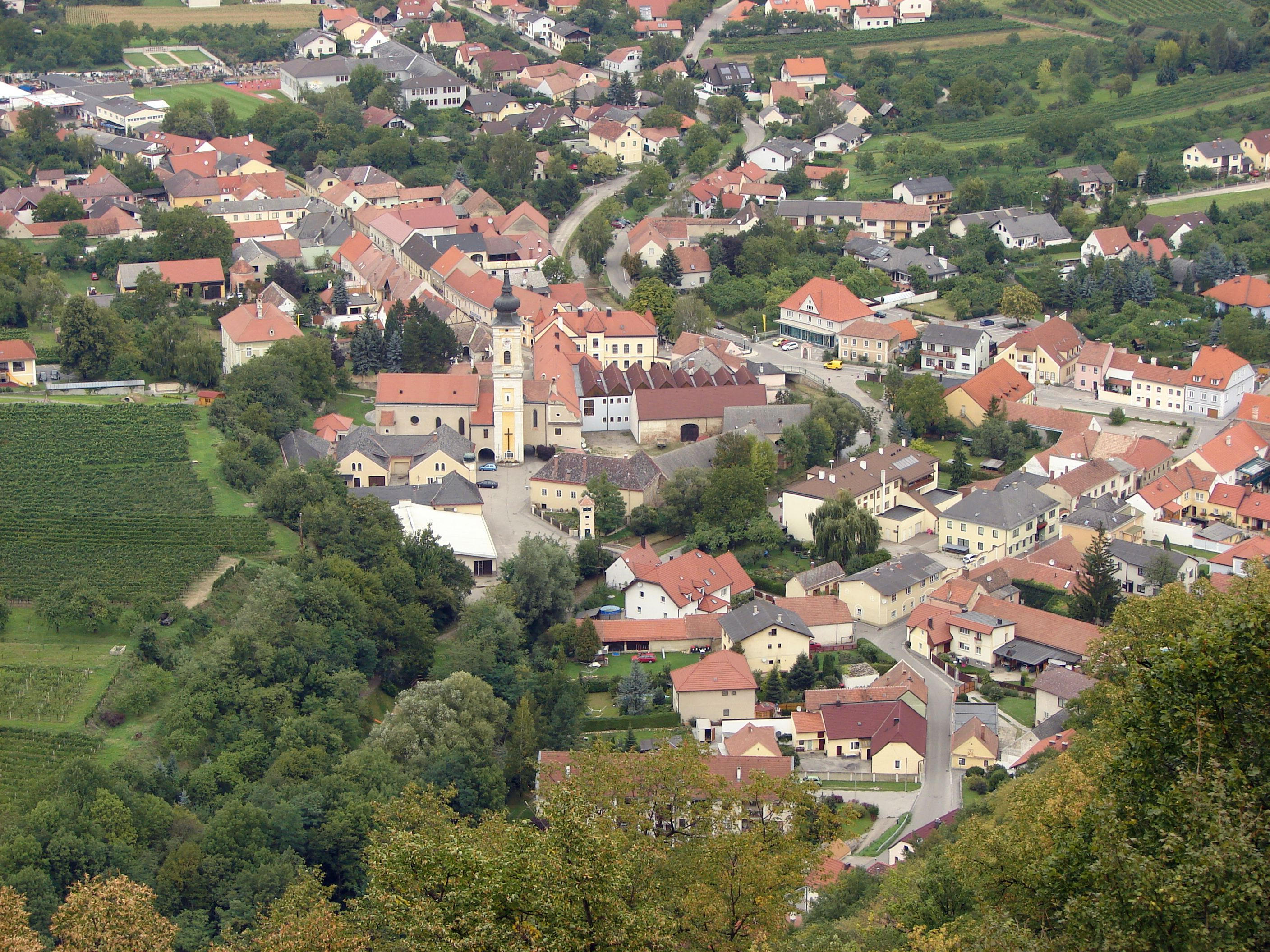
Luchtfoto

Furth bei Göttweig heeft een oppervlakte van 12,37 km². Het ligt in het noordoosten van het land, ten westen van de hoofdstad Wenen en ten zuiden van de grens met Tsjechië.
Aggsbach · Albrechtsberg an der Großen Krems · Bergern im Dunkelsteinerwald · Droß · Dürnstein · Furth bei Göttweig · Gedersdorf · Gföhl · Grafenegg · Hadersdorf-Kammern · Jaidhof · Krumau am Kamp · Langenlois · Lengenfeld · Lichtenau im Waldviertel · Maria Laach am Jauerling · Mautern an der Donau · Mühldorf · Paudorf · Rastenfeld · Rohrendorf bei Krems · Rossatz-Arnsdorf · Schönberg am Kamp · Senftenberg · Spitz · St. Leonhard am Hornerwald · Straß im Straßertale · Stratzing · Weinzierl am Walde · Weißenkirchen in der Wachau
- Gemeinsame Normdatei: 4381874-2
- MusicBrainz: c6eb9cd6-25b5-4926-bbc0-65f0ce2b0083
- Virtual International Authority File: 245388626